# 64-я воздушная истребительная армия ПВО
64-я воздушная истребительная армия ПВО (64-я ВИА ПВО) — оперативное объединение войск ПВО СССР, предназначенное для обеспечения задач противовоздушной обороны самостоятельно и во взаимодействии с другими видами Вооружённых Сил и родами войск (сил) ВС СССР.

## История наименований
- 19-я воздушная истребительная армия ПВО (c 01.02.1946 г.);
- 78-я воздушная истребительная армия ПВО (с 20.02.1949 г.);
- 64-я воздушная истребительная армия ПВО (с 31.10.1949 г.);
- 52-я воздушная истребительная армия ПВО (с 01.02.1952 г.).

## Формирование
Воздушная истребительная армия переформирована в соответствии с решением Верховного главнокомандующего из 78-й воздушной истребительной армии ПВО 31 октября 1949 года.

## Переформирование
В соответствии с решением Верховного главнокомандующего 64-я воздушная истребительная армия ПВО переименована в 52-ю воздушную истребительную армию ПВО 1 февраля 1952 года.

## Подчинение
| Объединение          | Период                  |
| -------------------- | ----------------------- |
| Московский район ПВО | 31.10.1949 — 01.02.1952 |

## Командующий
- Генерал-лейтенант авиации Савицкий Евгений Яковлевич, 31.10.1949 — 01.02.1952

## Состав
- 56-й истребительный авиационный корпус ПВО (Ярославль)[2]:
  - 142-я истребительная авиационная дивизия ПВО (Правдинск, Горький)[2]
  - 94-я истребительная авиационная дивизия ПВО (Иваново)[2]
  - 303-я истребительная авиационная дивизия[2] (Дядьково, Ярославская область). Убыла в июле 1950 года в полном составе в правительственную командировку в Китай в состав Шанхайской группы ПВО.
  - 100-я истребительная авиационная дивизия ПВО (Дядьково, Ярославская область). Сформирована в 1949 году в Харькове[2];
- 78-й истребительный авиационный корпус ПВО (Брянск)[2]:
  - 15-я гвардейская истребительная авиационная дивизия (Орёл);
  - 98-я гвардейская истребительная авиационная дивизия (Брянск)
  - 324-я истребительная авиационная дивизия (с 08.07.1946 г., Калуга);
  - 328-я истребительная авиационная дивизия (с 08.07.1946 г., Елец);
- 88-й истребительный авиационный корпус ПВО (Москва, Ржев)[2]:
  - 17-я истребительная авиационная дивизия ПВО (Ржев);
  - 26-я истребительная авиационная дивизия ПВО (Смоленск);
  - 106-я истребительная авиационная дивизия ПВО (Выползово, Калининская область);
  - 151-я гвардейская истребительная авиационная дивизия ПВО (Клин);
  - 144-я истребительная авиационная дивизия ПВО (Барановичи Брестская область, до 17.11.1950 г.).
  - 297-я истребительная авиационная дивизия ПВО (Смоленск, с 01.11.1951 г. );
  - 315-я истребительная авиационная дивизия ПВО (Кимры Калиниская область, с 07.1950 по 09.1951).
- 37-й истребительный авиационный корпус ПВО (Моршанск, Тамбовская область)[2]: 
  - 18-я истребительная авиационная дивизия ПВО (Кашира);
  - 97-я истребительная авиационная дивизия ПВО (Моршанск, Тамбовская область);

## Базирование
| Период                  | Город  |
| ----------------------- | ------ |
| 31.10.1949 - 01.02.1952 | Москва |